# Абу-Таліб ібн Хасан
Абу-Таліб ібн Хасан (д/н — 1603) — 38-й шаріф Мекки в 1601-1603 роках.

## Життєпис
Походив з гілки правлячої династії Хасанідів — бану-катада. Син шаріфа Аль-Хасана III. Близько 1581 року після смерті брата Масуда, що був кандидатом на посаду співеміра, остання дісталася Абу-Таліба. Протягом решти панування Аль-Хасана III брав з ним участь у військових походах проти племен Неджду. 1601 року під час чергового такого походу батько помер, тому Абу-Таліб повернувся до Мекки, де без спротиву став новим правителем. Відповідний наказ невдовзі отримав зі Стамбула.
Перш за все наказав стратити візира Абд ар-Рахмана ібн Атіка аль-Хаддрамі, який уславився зловживаннями. Нового візира не призначив, безпосередньо взяв на себе управління. Активно боровся з розбійниками, розчистивши шляхи в Хіджазі. У листопаді 1603 року здійснив похід в область Біаха, під час якого помер або загинув. Новим шаріфом став його зведений брат Ідріс.